# Бандитская империя
«Бандитская империя» (англ. Hoodlum Empire) — фильм нуар режиссёра Джозефа Кейна, вышедший на экраны в 1952 году.
Фильм рассказывает о бывшем гангстере Джо Грэе (Джон Расселл), который вернувшись с войны героем, пытается встать на честный путь и отойти от криминального синдиката, который возглавляет его дядя (Лютер Адлер). Билл Стивенс, бывший командир Джо, а ныне сенатор США (Брайан Донлеви) возглавляет комиссию по расследованию преступной деятельности империи Адлера в сфере азартных игр, при этом, чтобы заставить Джо молчать, гангстеры фабрикуют против него улики об участии в криминальной деятельности.
Фильм вдохновлён слушаниями Комитета под руководством сенатора США Эстеса Кефовера — Специального сенатского комитета США по расследованию коммерческой деятельности между штатами — который вёл расследование в сфере крупной организованной преступности. Деятельность Комитета в той или иной степени оказала влияние на создание таких фильмов, как «Поворотная точка» (1952), «Секреты Нью-Йорка» (1955), «Город в плену» (1952) и «История в Феникс-сити» (1955).

## Сюжет
В Нью-Йорке Комиссия Конгресса США во главе с сенатором Биллом Стивенсом (Брайан Донлеви) проводит публичное расследование незаконной деятельности в сфере азартных игр, которое находит широкое освещение в средствах массовой информации. В центре расследования находится преступный синдикат, которым руководит Ник Манкани (Лютер Адлер), который якобы находится за пределами страны и не может дать показания. Правой рукой Ника члены Комиссии считают его племянника Джо Грэя (Джон Расселл), однако нет никаких свидетельств участия последнего в деятельности синдиката в последние годы. Между тем Ник вместе со своей близкой знакомой Конни Уильямс (Клер Тревор) спокойно проживает в одном из небоскрёбов Нью-Йорка в шикарном двухэтажном пентхаусе, который одновременно служит штаб-квартирой его синдиката. Из кабинета Ника Конни тайно подслушивает, как главарь синдиката беседует в гостиной со своим ближайшим подручным Чарли Пигнателли (Форрест Такер). В ходе разговора Ник просит Чарли избавиться от некоторых своих жестоких замашек, и во время допроса на слушаниях Комитета вести себя сдержанно, делая вид, что готов к сотрудничеству, однако не говоря ничего существенного по делу. В разговоре Чарли высказывает предположение, что Ник приехал из-за опасений по поводу того, что Джо может на слушаниях «заговорить», и намекает на то, что, может быть, проще его убрать. Однако Ник, который воспитывал Джо с детских лет и относится к нему как родному сыну, требует не трогать своего племянника до тех пор, пока это не станет «абсолютно необходимо». Джо приходит на очередное заседание Комиссии в сопровождении своего друга, слепого священника Саймона Эндрюса (Грант Витерс). В ходе слушаний Чарли делает вид, что сотрудничает со следствием, но при этом утверждает, что не занимается никакой нелегальной деятельностью и не знает, где может находиться Манкини. Он также заявляет, что не знает ничего определённого о деятельности Джо, который, по его информации, живёт после войны в Сентрал-Сити, где со своими фронтовыми товарищами организовал совместный бизнес, управляя заправочной станцией и автомастерской.
…Слова Чарли наводят отца Саймона на воспоминания о том, как в период работы капелланом Национальной гвардии он во время боёв во Франции впервые встретил Джо. В тот день, рискуя жизнью, Джо ворвался в дом, из которого вели огонь нацисты, и остановил их. Однако был ранен и выжил только благодаря дочери местного фермера Марты Дюфор (Вера Ралстон), которая застрелила нациста, готовившегося убить Джо. В полевом госпитале капитан Билл Стивенс, который был ранен в том же бою, оказался вместе Джо, который в бреду бормотал что-то на криминальном жаргоне. Биллу известно, что до войны Джо был членом влиятельной гангстерской семьи, и потому сомневается в том, что тот полностью исправился, даже несмотря на то, что Джо за боевые заслуги был повышен до звания лейтенанта. Вскоре от разрыва снаряда отец Саймон теряет зрение и его отправляют на родину. Во время проводов священника Джо в разговоре с Мартой вспоминает, что первоначально недолюбливал служивших вместе с ним неотёсанных провинциальных парней, но постепенно проникся уважением к своим товарищам…
…Далее следуют воспоминания Конни, которая следит за ходом слушаний из квартиры Ника по телевидению. У неё до войны был роман с Джо, и она продолжает его любить. Джо вернулся в Нью-Йорк как герой войны. Встретив его в порту, Конни отвозит его к Нику, который устроивает племяннику праздничную встречу в своих апартаментах. Затем, пригласив Джо на встречу с руководством своего синдиката, Ник с гордостью стал рассказывать ему, что их сравнительно скромная довоенная деятельность за последние годы выросла в многомиллионный общенациональный синдикат с тесными связями в органах власти, при этом у каждого из руководителей есть прикрытие в виде легального бизнеса. Оставшись затем с Конни наедине, Джо заявляет ей, что полюбил французскую девушку Марту и собирается на ней жениться. Когда заходит Ник, который рассматривает Джо как своего преемника, тот неожиданно объявляет, что уходит из семейного бизнеса и будет законопослушным гражданином. Затем Джо говорит, что намерен переехать в Сентрал-Сити, чтобы открыть там совместное дело со своими боевыми товарищами. Когда Ник предупреждает его, что тот не может выйти из дела просто так, поскольку слишком много знает, Джо обещает ему, что никогда и никому не расскажет о том, что ему известно…
Вернувшись после заседания в штаб-квартиру синдиката, Чарли заявляет Нику, что сделал всё возможное, чтобы вывести из-под обвинения Джо, однако по-прежнему не доверяет ему и опасается, что тот заговорит. Тем временем в Нью-Йорк из Франции приезжает Марта, чтобы поддержать Джо в трудный для него момент. Когда они заходят в квартиру Саймона для разговора, подручные Чарли обманным путём вызывают Джо на улицу и под угрозой оружия привозят его к своему боссу. Во время разговора Чарли заманивает Джо на балкон, собираясь столкнуть его вниз, однако в этот момент появляется Ник, спасая своего племянника. Оставшись с Джо наедине, Ник доверительно говорит ему, что тому лучше молчать, потому что синдикат крепко держит его на крючке и может расправиться с ним в любой момент. Тем не менее, по словам Ника, «сидеть на крючке намного лучше, чем лежать мёртвым на асфальте». Вскоре после этого один из бухгалтеров синдиката попытался шантажировать Чарли, требуя повышения, и в тот же вечер подручные гангстера убили его.
На очередном заседании Комиссии для дачи показаний вызывается Конни, которая подтверждает, что в своё время получала от Джо дорогие подарки. Однако вопреки инструкциям Ника и Чарли, которые потребовали, чтобы она намекнула на сохранившиеся связи Джо с криминалом, Конни утверждает, что ей ничего не известно о его криминальной деятельности. Более того, в течение последних пяти лет она не имела с ним никаких контактов, и потому ничего не знает о том, связан ли он с нелегальными букмекерскими точками в Сентрал-Сити. Чтобы исправить ситуацию, Ник неожиданно решает выступить на слушаниях, чтобы бросить тень на Джо. Он признаёт, что шесть лет назад он вместе с Джо участвовал в организации азартных игр, когда это не запрещалось законом, однако отказывается отвечать на какие-либо вопросы о текущей деятельности Джо в Сентрал-Сити на том основании, что эта информация может повредить его репутации. При этом Нику известно о том, что система азартных игр в Сентрал-Сити существует и сегодня.
…В этот момент процесса один из подручных Ника вспоминает, как некоторое время назад синдикат решил распространить сферу своей деятельности на малые города, в частности, установив игровые автоматы в различных точках Сентрал-Сити. Однако Джо не разрешил ставить автоматы на своей станции, объяснив своим партнёрам преступный характер этого бизнеса, от которого он пытается уйти. Вскоре после этого бандиты из синдиката избивают Луи, друга и делового партнёра Джо, силой устанавливая игральные автоматы в кафе их автомастерской. После появления Джо начинается драка, в результате которой Джо и Луи выбрасывают игральные аппараты из кафе. Когда бандиты докладывают о случившемся Чарли, тот приказывает прекратить давление на Джо, поскольку он является одним из боссов из организации и должен оставаться чистым…
…Хотя на слушаниях Ник заявляет, что никогда не встречался с Джо в Сентрал-Сити, Марта вспоминает, что однажды такое случалось, когда Джо и Марта уже были женаты несколько лет, и у них было двое маленьких детей. Приласкав детей, Ник затем остался с Джо наедине, попросив его не мешать работе синдиката в Сентрал-Сити. Когда Джо отказался от какого-либо сотрудничества, Ник дал ему понять, что тому есть что терять…
…Когда на слушаниях Ник заявляет о том, что в Сентрал-Сити существует система подпольных азартных игр, но он не имеет к ней отношения, Джо вспоминает, как Стивенс избирался в Сенат, построив свою кампанию вокруг резкой критики системы нелегальных азартных игр. По этой причине он отказался от финансовой поддержки со стороны Джо, обвинив его в том, что ему принадлежит несколько заведений в Сентрал-Сити, где занимаются азартными играми. Когда Джо попытался объяснить Стивенсу, что не имеет к этим заведениям никакого отношения, Стивенс заявил: «Тогда скажи, кто ими руководит, и я принесу извинения». Удивлённый таким обвинением, Джо проводит собственное расследование. Прибыв в первое из названных Стивенсом заведений — Цветочный клуб, Джо с удивлением видит, что его там принимают как хозяина. Его встречает знакомый по Нью-Йорку подручный Чарли, который перебрался в Сентрал-Сити три месяца назад. В бухгалтерии клуба Джо сообщают, что курьер регулярно отвозит ему его долю, а также, что все счета оплачиваются наличными от его имени. Проводя дальнейшее расследование, Джо выясняет, что кто-то подделывает его подпись на документах, связанных с функционированием нелегальных предприятий Сентрал-Сити, которые включены в список Стивенса. Масса этих подделанных и подписанных его именем документов свидетельствует о том, что Джо является криминальным боссом города. Джо приходит к шефу полиции города, который также считает его главой местного синдиката азартных игр. Отказавшись его выслушать, шеф полиции обещает рано или поздно арестовать Джо. Не зная, как выйти из этой ситуации, Джо решает уехать из города, однако Марта убеждает его, что бегство их не спасёт, заявляя, что Джо должен защитить своё имя с помощью Саймона и товарищей, которые готовы прийти ему на помощь…
После завершения вечерних слушаний Джо говорит Марте и отцу Саймону, что у Комитета против него очень сильные аргументы, и что через него Стивенс хочет добраться до Ника. Джо говорит далее, что поскольку он знает слишком много, синдикат не позволит ему остаться в стороне, и из-за опасения расправы со стороны синдиката он не идёт на сотрудничество с Комиссией. При этом молчание Джо на слушаниях будет воспринято Комиссией как подтверждение его связи с бандитами и фактическое признание своей вины, особенно с учётом всех сфабрикованных документов, указывающих на его участие в преступной деятельности. После этого втайне от Джо, Саймон встречается с Чарли в штаб-квартире синдиката, угрожая рассказать Комитету всё, что ему известно (а Джо ему многое рассказал в деталях), если синдикат не прекратит впутывать Джо в свои преступления. Священник заявляет, что даже если Комиссия и не готова поверить словам Джо, то поверит ему. Чарли делает вид, что соглашается с мнением Саймона, однако, провожая его из кабинета, сталкивает священника в шахту лифта. Полиция рассматривает гибель Саймона как несчастный случай, однако Джо убеждён, что его убили. После похорон он решает самостоятельно найти убийц друга, и чтобы обезопасить свою семью, сажает Марту в такси, требуя, чтобы она вместе с детьми немедленно уехала из города. Однако по дороге Марта меняет маршрут и приезжает к Стивенсу, чтобы рассказать ему о смерти Саймона и ещё раз попытаться убедить сенатора в том, что её муж — порядочный человек. Тем временем Джо прорывается в пентхаус Ника, обвиняя его и Чарли в убийстве Саймона. Конни, которая в этот момент находится в кабинете Ника, включает магнитофон, записывая их разговор, одновременно звоня Стивенсу с просьбой немедленно приехать. По телефону она рассказывает сенатору, что на записи, которую она сейчас сделает, будет содержаться признание Ником и Чарли своей преступной деятельности, а также подтверждение того, что Джо к ней не причастен. По мере того, как напряжение в ходе разговора Джо с гангстерами нарастает и возникает реальная угроза жизни Джо, Конни заходит в гостиную, где провоцирует Ника и Чарли на то, чтобы они признались в убийствах бухгалтера и Саймона. Когда Джо обвиняет Ника в убийствах, Ник приказывает схватить его и бьёт по лицу, после чего собирается вытолкнуть племянника с балкона. В этот момент Конни говорит, что записывает их разговор на магнитофон и сообщила о нём Стивенсу, после чего Ник достаёт пистолет и несколькими выстрелами убивает её за предательство. Воспользовавшись моментом, Джо вырывается из рук преступников, в результате возникает драка, в ходе которой Чарли хватает пистолет и случайно стреляет в Ника. В этот момент в гостиную врывается полиция, которая арестовывает Чарли. На очередном заседании Комиссии сенатор Стивенс приносит публичные извинения Джо за то, что необоснованно подозревал его так долго, и снимает с него все обвинения. Джо вместе с Мартой удаляется с процесса, чтобы жить спокойной честной жизнью.

## В ролях
- Брайан Донлеви — сенатор Билл Стивенс
- Клер Тревор — Конни Уильямс
- Форрест Такер — Чарли Пингнателли
- Вера Ралстон — Марта Дюфур
- Лютер Адлер — Ник Манкани
- Джон Расселл — Джо Грэй
- Джин Локхарт — сенатор Тауэр
- Грант Витерс — отец Саймон Эндрюс
- Тейлор Холмс — Бенджамин Лоутон
- Рой Баркрофт — Луис Дрэйпер
- Уильям Мёрфи — Пит Дэйли
- Ричард Джекел — Тед Доусон
- Дон Беддоу — сенатор Блейк
- Рой Робертс — шеф полиции Тейлс
- Ричард Бенедикт — Таннер
- Филлип Пайн — Луис «Луи» Барретти
- Дэмиен О'Флинн — Ральф Фостер
- Пэт Флаэрти — Миккельсон
- Гертруда Астор — слушательница в зале суда (в титрах не указана)

## Создатели фильма и исполнители главных ролей
Как отмечает историк кино Дэвид Хоган, Джозеф Кейн был «многолетним контрактным режиссёром студии Republic, который начал работать там ещё в 1930-е годы, и за двадцать лет работы на студии поставил десятки вестернов категории В. К концу 1940-х годов Кейн стал также продюсером многих собственных картин на этой студии». К числу наиболее значимых картин Кейна историк кино Деннис Шварц отнёс вестерны с Джоном Уэйном «Король Пекоса» (1936), «Одинокий след» (1936), «Дакота» (1945) и «Пламя Варварского побережья» (1945), а также «Королева воров» (1956) с Барбарой Стэнвик.
В фильме сыграли такие значимые актёры жанра фильм нуар, как Брайан Донлеви и Клер Тревор. Донлеви, в частности, известен по ролям в фильмах «Стеклянный ключ» (1942), «Поцелуй смерти» (1947), «Удар» (1949) и «Большой ансамбль» (1955). Тревор сыграла свои наиболее значимые нуаровые роли в фильмах «Улица удачи» (1942), «Это убийство, моя милочка» (1944), «Рождённый убивать» (1947), «Риф Ларго» (1948) и «Грязная сделка» (1948).

## История, положенная в основу фильма
Кинокритик Абе Вейлер в своей рецензии в «Нью-Йорк Таймс» отметил, что «достаточно уверенно можно утверждать, что зрители неизбежно увидят сходства между этим фильмом и сенатским расследованием преступности, которое само по себе обладало определёнными развлекательными качествами», при этом, по мнению критика, «драма этого фильма бледнеет в сравнении с известными ныне реальными фактами».
Как написал современный историк кино Дэвид Хоган, в 1950-51 годах американский сенатор Эстес Кефовер возглавлял Специальный комитет Сената США по расследованию коммерческой деятельности между штатами, который стал широко известен как Комитет Кефовера. В ходе слушаний Комитета, которые транслировались по телевидению в прямом эфире, Кефовер разоблачил деятельность таких мафиози, как Джо Адонис, Меир Лански и, особенно, Фрэнк Костелло. Комитету удалось «вскрыть изощрённый, прекрасно организованный криминальный синдикат, который контролировал преступную деятельность по всей стране. Для рядовых зрителей раскрытый Кефовером преступный организм со многими щупальцами казался чем-то, взятым из телесериала. Этим организмом часто двигали невидимые силы, извлекая прибыль из наших слабостей. Не удивительно, что открытия комитета стали горячей темой разговоров людей на работе и дома». По словам киноведа Хэла Эриксона, «расследование Комитетом Кефовера организованной преступности в начале 1950-х годов дало толчок появлению нескольких фильмов под девизом „Прямо из сегодняшних газетных заголовков!“». Киновед отмечает, что «одно из удовольствий этого фильма заключается в попытках угадать, с кого списан тот или иной вымышленный персонаж, в частности, персонажа Лютера Адлера зовут Никки Манкини, но при этом Адлер играет Фрэнка „Пятая поправка“ Костелло. Других знаменитых персонажей подпольного мира изображают Клер Тревор, Форрест Такер и Рой Баркрофт, а образ непоколебимого Эстеса Кефовера создаёт Брайан Донлеви». Шварц также отмечает, что «образ Манкани был предположительно вдохновлён Фрэнком Костелло», а Тревор, по словам Хогана, «со своим изумительным южным акцентом напоминает реальную мафиозную девушку Вирджинию Хилл» .

## История создания и приём фильма
Как отмечает Хоган, в 1952 году кинокомпания «Republic уже едва держалась на ногах. В борьбе за выживание в меняющемся Голливуде кинокомпания была вынуждена замораживать работу своих подразделений, которые занимались выпуском сериалов и вестернов категории В, и начать производить фильмы на актуальные и острые темы».
По информации Американского института киноискусства, «история фильма была написана сценаристом компании Хёрста Бобом Консидайном и была основана на серии разоблачительных статей об организованной преступности в сфере азартных игр, которые он написал для International News Service».
Согласно материалам «Голливуд репортер» от декабря 1950 года, после серии гангстерских убийств в Лос-Анджелесе кинокомпания Republic быстро направила историю в производство. В той же статье указывалось, что на главную роль представителя правосудия предполагалось пригласить Джозефа Коттена, однако в фильме он так и не появился. Согласно сообщению Los Angeles Express от августа 1951 года и информации «Голливуд репортер» уже после начала производства картины, в ней должен был играть Джордж Рафт, но в итоге он тоже не появился в фильме. Рафт, который был известен своими связями в криминальном мире, в частности, дружбой с нью-йоркскими гангстерами Багси Сигелом и Меиром Лански, по словам журнала TimeOut, «отказался сыграть своего старого дружка».
В журнале Variety в марте 1952 года было отмечено, что «некоторые итало-американцы были оскорблены тем, что персонажи-гангстеры носят в фильме итальянские фамилии. В обзоре журнала также отмечалось, что некоторые главные действующие лица напоминали реальных людей, фигурировавших в слушаниях Кефовера».

## Оценка фильма критикой

### Общая оценка фильма
Как написал Вейлер после выхода фильма, «Боб Консидайн и Брюс Мэннинг написали мастеровитый и иногда довольно живой, но едва ли вдохновенный сценарий с благородной целью доказать, что преступление себя не окупает». Тем не менее, «фильм, даже его кульминация, когда правосудие мощным ударом добивается триумфа, так и остаётся просто пьесой, которая даже приблизительно не настолько сильна, как те факты, которые её вдохновили». Рецензент журнала TimeOut отметил, что фильм был «создан для того, чтобы заработать на телетрансляциях слушаний» Комитета Кефовера и «первоначально задумывался как биографическая картина о Фрэнке Костелло», при этом он смотрится как «слабая имитация значительно превосходящего его фильма „Насаждающий закон“ (1951)». По мнению рецензента, этот «помпезный, назидательный и безнадёжно упрощенческий фильм о деятельности синдиката удержался на плаву исключительно благодаря хорошему актёрскому составу, в особенности, Адлеру, Расселлу и Тревор».
По мнению Шварца, «Кейн невыразительно ставит эту криминальную разоблачительную драму по мотивам расследований Сенатского комитета Кефовера 1950-51 годов», во многом «подражая более качественной криминальной разоблачительной картине „Насаждающий закон“ (1950), в которой главную роль исполнил Богарт». Критик далее отмечает, что «этот невпечатляющий фильм снят в полудокументальном стиле, при этом перегружен флэшбеками и слишком знакомым гангстерским манерничанием», а также «посвящает слишком много времени проповедям и похвалам самому себе за слова о том, что „преступление не окупается“». Майкл Кини назвал картину «рутинной криминальной драмой со множеством лиц, хорошо знакомых по другим фильмам нуар и телепрограммам». По мнению Хогана, «переплетения в реальной жизни кинобизнеса, организованной преступности, политики и раннего телевидения ярко и наглядно освещены в этом фильме студии Republic, который отчасти представляет собой документальную драму, отчасти процедурал, а в своей самой интересной своей части — фильм нуар». Хоган также отмечает, что «в отличие от „Секретов Нью-Йорка“ и других сходных поверхностных разоблачительных картин того времени, центральный конфликт этого фильма построен не вокруг алчности или византийской мафиозной политики, или даже продажности представителей закона, а вокруг столкновения фундаментальных моральных принципов членов криминальной организации». Hollywood Citizen-News высоко оценила фильм за показ того, как обычные люди помогают организованной преступности в Америке, участвуя в, казалось бы, невинной индустрии азартных игр.

### Оценка работы режиссёра и творческой группы
По мнению Дэвида Хогана, фильм «поставлен Джозефом Кейном с унылым профессионализмом», показывая желание Джо Грэя быть честным, что «сравнительно ново для фильмов этого жанра». При этом «язык фильма — это язык старой школы: многие эпизоды состыкованы вертикальными наплывами, камера движется мало и формально, а большинство эпизодов снято с высоты человеческого роста». В качестве достоинств Кейна Хоган обращает внимание на «наполненность кадров визуальной информацией на всю глубину, от переднего плана до заднего». Кроме того, Кейн тяготеет к символическим приёмам, в частности, «мафиози у него носят чёрные костюмы, в то время, как Джо часто одет в белые. Однако, в главном фильм кажется немного устаревшим. И если Republic намеревалась шагать в будущее, то Кейну в нём места не было».

### Оценка актёрской игры
Вейлер высоко оценил актёрскую игру, отметив, что «Джон Расселл играет бывшего гангстера строго и без театральных украшательств. Однако основные почести забирает себе Лютер Адлер за исполнение роли бандитского императора, который, несмотря на городской лоск, отражающий его статус гангстерского главаря, тем не менее, готов обратиться к типичным бандитским приёмам, когда его загоняют в угол. Он коварен и жесток, и оставляет впечатление действительно зловещего джентльмена». Кроме того, по мнению Вейлера, «достойный вклад в происходящее на экране вносят также Брайан Донлеви, решительный и честный в роли командира роты Расселла во время войны, он по странному стечению обстоятельств становится главой сенатских инквизиторов, Форрест Такер в роли грубого и жестокого подручного Адлера, Грант Витерс в роли священника с несчастной судьбой и друга Расселла, Клер Тревор в роли девушки из криминальной среды, сердце которой по-прежнему принадлежит Расселлу, а также Вера Ралстон в роли французской жены Расселла». Шварц обращает внимание на работу «Донлеви в роли сенатора Уильяма Джэй „Билла“ Стивенса, под которым предполагается Эстес Кефовер, Клер Тревор в роли бандитской девушки и бывшей подружки Грэя, а также Веры Ралстон в роли хорошей французской девушки, на которой Грэй женится».